# Event Horizon Telescope

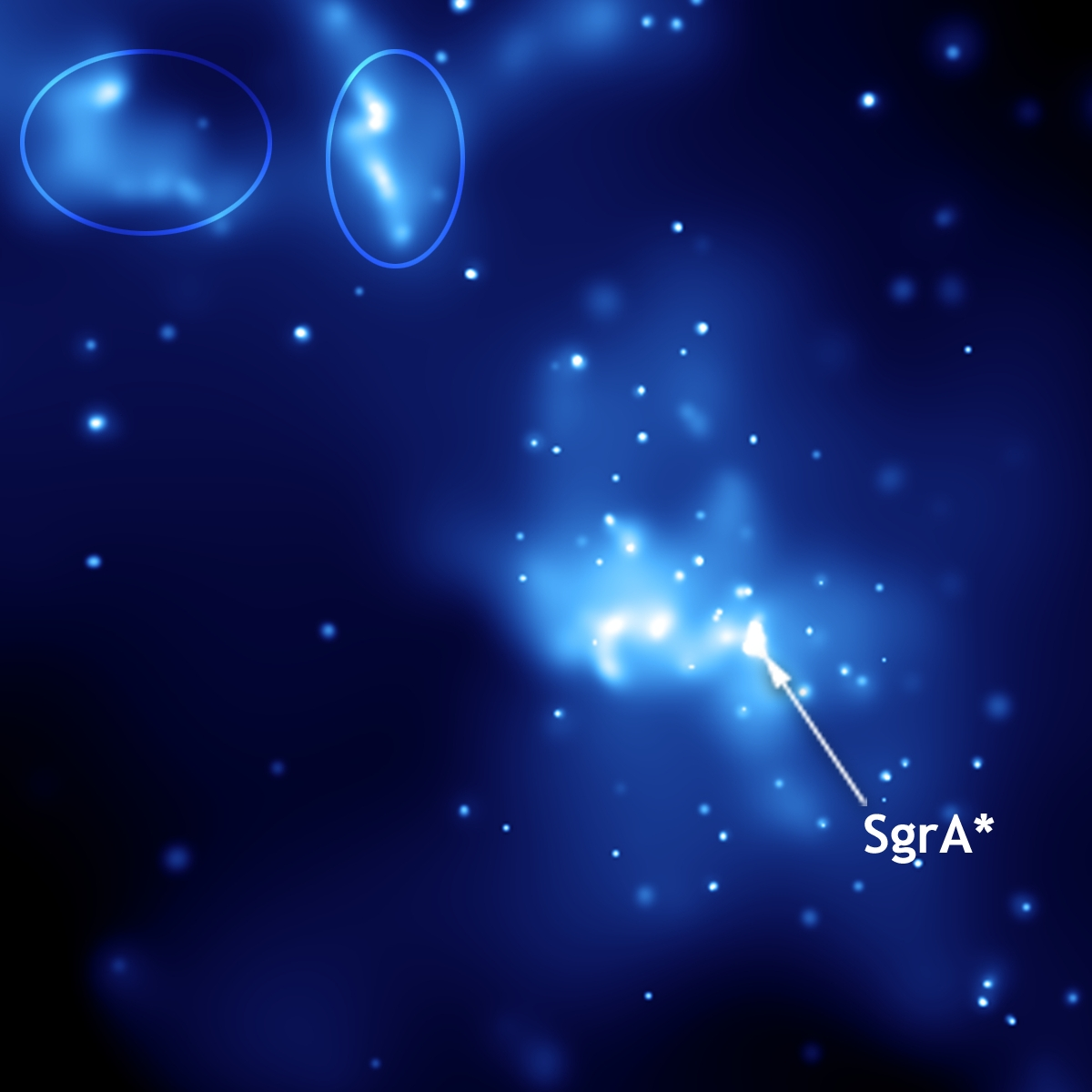
Imatge presa per la NASA mostrant el probable lloc ocupat per Sagitari A* (al centre) i dos ecos de llum d'una explosió recent (encerclada)

Event Horizon Telescope (Telescopi de l'Horitzó d'esdeveniments) és un projecte de xarxa de radiotelescopis terrestres que combina les dades d'estacions d'interferometria de molt llarga base ubicades al voltant de la Terra, amb la finalitat d'observar l'entorn immediat de Sagitari A*, el forat negre supermassiu al centre de la nostra galàxia la Via Làctia. La coordinació de telescopis allunyats ha de permetre un poder de resolució angular suficient per a detectar l'horitzó d'esdeveniments d'aquest forat negre.
El 9 d'abril de 2019 es va presentar la primera imatge de l'horitzó d'esdeveniments del forat negre del centre de la galàxia M87.

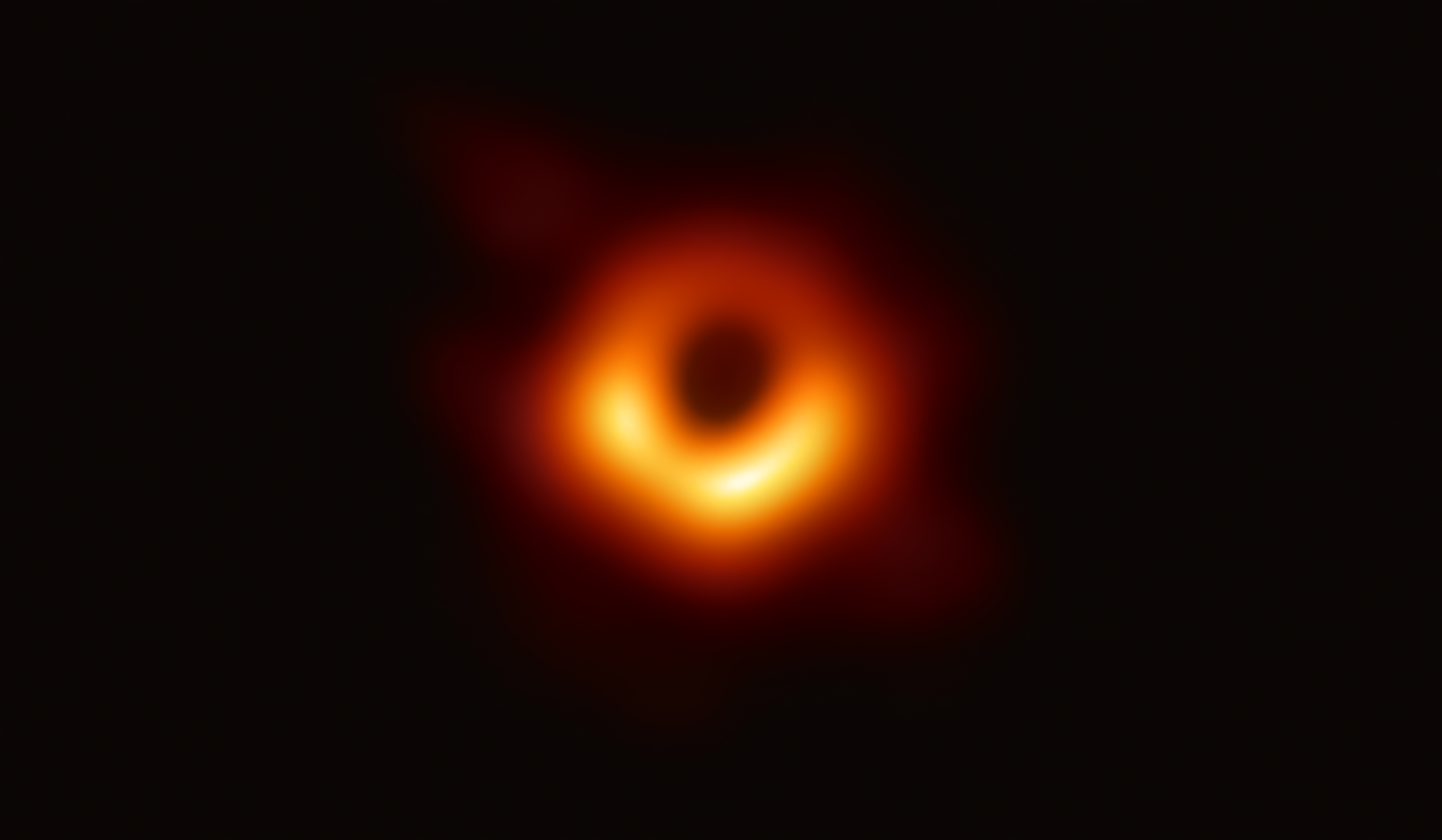
Primera imatge pressa per l'Event Horizon Telescope del forat negre M87.